# Virgil W. Vogel
Virgil W. Vogel, född 29 november 1919, död 1 januari 1996 , var en amerikansk regissör och filmklippare. Bland hans mer kända filmer finns sådana som The Mole People och Rymdinvasion i Lappland, och han har även agerat regissör till flera TV-serier, såsom Mission Impossible.

## Karriär
Vogel föddes i Peoria, Illinois. Han började sin karriär och arbetade för Universal Pictures, redigerade ett antal filmer, nämligen Mystery Submarine (1950), Abbott och Costello Meet the Invisible Man (1951), The Man from the Alamo (1953) och Touch of Evil (1958) regisserad av Orson Welles.
1956 gjorde Vogel sin regi-debut med science fiction-filmen The Mole People. Han regisserade också den regionala komedifilmen The Kettles på Old MacDonald's Farm och science fiction-äventyrsfilmen The Land Unknown, båda släpptes 1957. 1959 regisserade han den svensk-amerikanska science fiction-skräckfilmen Rymdinvasion i Lappland (Space Invasion of Lapland) som förkortades och sedan redigerades med nya bilder när de släpptes i USA som Invasion of the Animal People.
Under resten av sin karriär fokuserade han främst på tv, han regisserade avsnitt av Wagon Train, Bonanza, The Big Valley, M Squad, Mission: Impossible, The Six Million Dollar Man, FBI, The Streets of San Francisco, Most Wanted, Police Story, The White Shadow, Centennial, Knight Rider, Airwolf, Magnum, Miami Vice, bland andra serier.